# Рагозина, Наталья Юрьевна
Ната́лья Ю́рьевна Раго́зина (род. 5 апреля 1976 года, Абай, Карагандинская область, Казахская ССР) — российская спортсменка-боксёр, чемпионка мира по боксу среди профессионалов во втором среднем весе (до 76,203 кг) по версиям WIBF, IWBF, WIBA, WBA, WBC, WIBC и GBU. Прозвище — «Кувалда».
Двукратная чемпионка мира, обладательница Кубка мира, двукратная чемпионка Европы и пятикратная чемпионка России по боксу среди любителей. Двукратная чемпионка мира, чемпионка Азии и пятикратная чемпионка России по кикбоксингу. Первая в России обладательница звания заслуженного мастера спорта по кикбоксингу (1998 год). В настоящее время является президентом любительской Женской хоккейной лиги.

## Биография
Наталья Рагозина родилась 5 апреля 1976 года в городе Абай Карагандинской области Казахской ССР в русско-татарской семье. В детстве мечтала стать стюардессой и фотомоделью. Но, оказавшись в самолёте, поняла, что боится летать.
Свой путь в большой спорт Наталья начала с лёгкой атлетики. Специализировалась в беге на средние дистанции. Закончила спортивный интернат города Караганды. В бокс она попала случайно, и первый же спарринг закончился разбитым в кровь лицом. С этого обидного поражения от мальчишки и началась карьера знаменитой боксёрши.
В 1993 году Наталья переехала жить в город Нижний Тагил. Поступила в Нижнетагильский педагогический колледж № 2, начала заниматься кикбоксингом.
В 16 лет Рагозина выиграла свой первый турнир по кикбоксингу. В 1998 году уехала в Москву по приглашению известного спортивного менеджера Марка Мельцера.
Первая в России обладательница звания заслуженного мастера спорта по кикбоксингу (1998).
В 1999 году перешла в любительский бокс. За несколько лет выступлений на боксёрском ринге дважды завоевала титул чемпионки мира. Выигрывала также золотую медаль на первенстве Европы и стала обладательницей Кубка мира.
В 2004 году перешла в профессиональный бокс и стала подопечной заслуженного тренера России Анатолия Александровича Волкова. За один год провела на ринге четыре поединка и во всех вышла победительницей (все бои закончились для соперниц нокаутом).

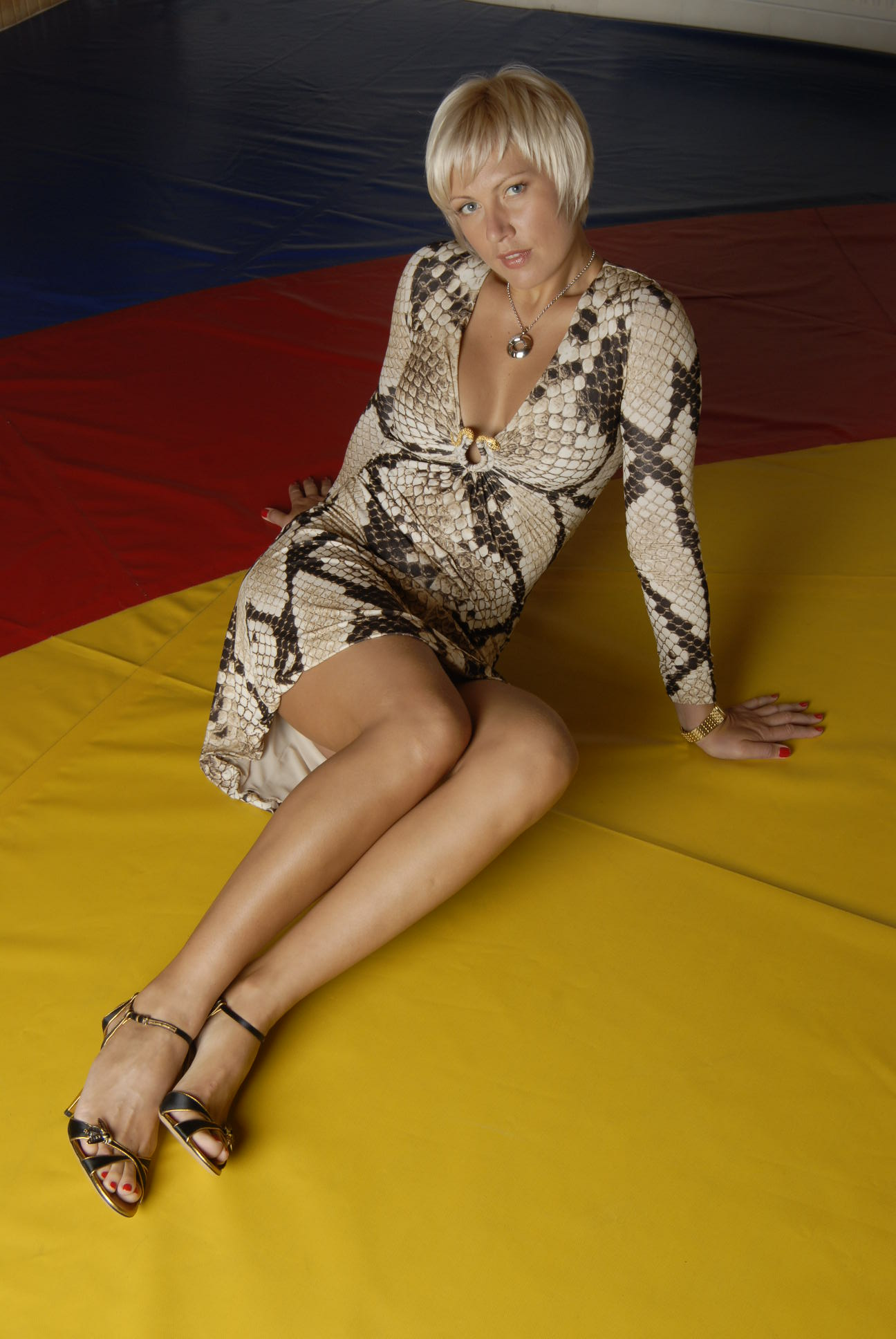
Наталья Рагозина, 2007 год

В 2006 году переехала в город Магдебург (Германия) и заключила профессиональный контракт с клубом SES-Boxgym.
Ныне Наталья Рагозина живёт в Москве. Разведена (в первом браке носила фамилию Колпакова). В 2017 году вышла замуж второй раз за адвоката Сергея Жорина, брак с которым распался в 2019 году. Воспитывает сына Ивана (род. 2001). 1 сентября 2022 года Наталья родила дочь Анастасию. У Натальи три родных сестры и брат.

## Вне бокса

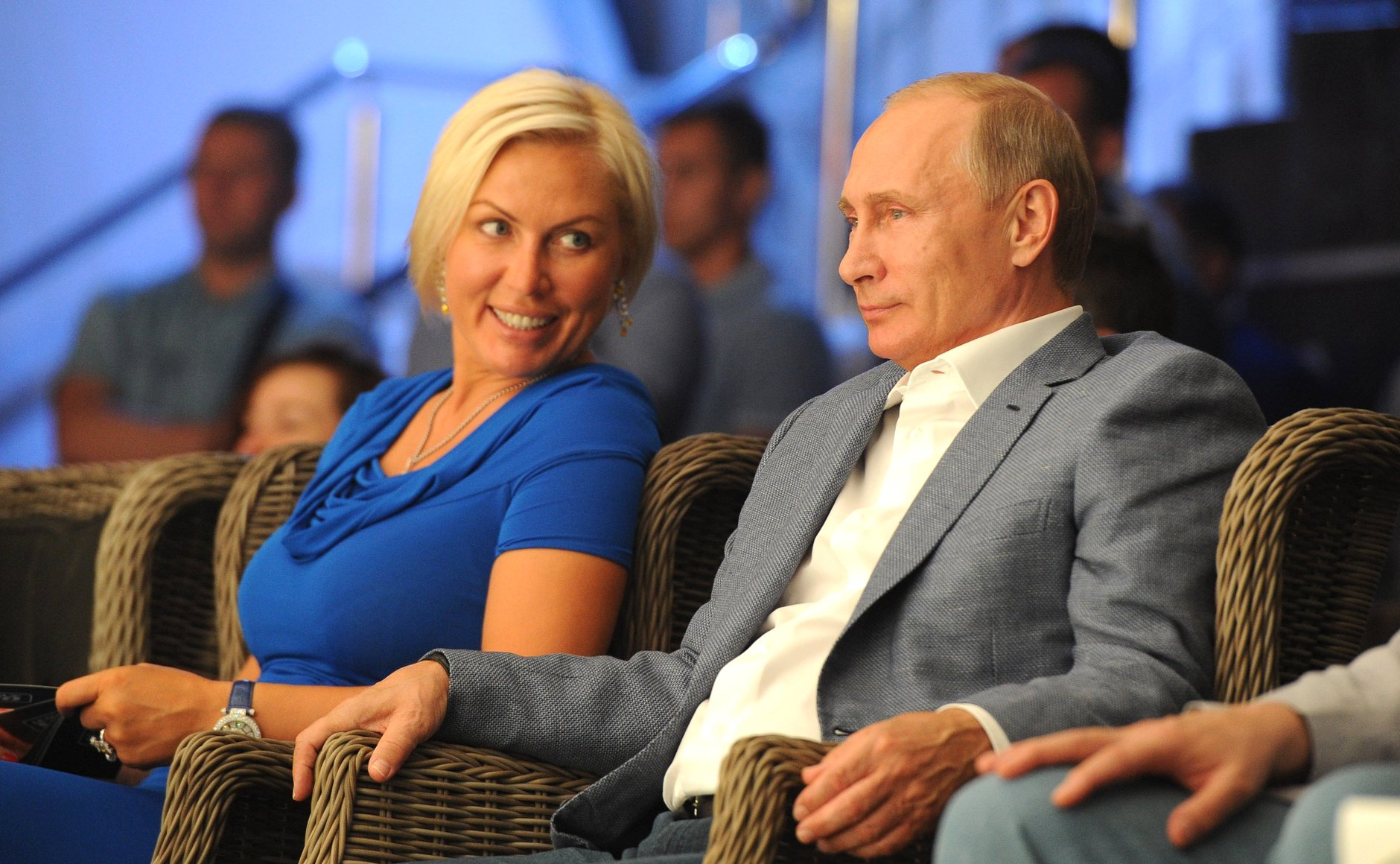
С Президентом РФ Владимиром Путиным на международном турнире по боевому самбо. Сочи, 2015 год

Стремление Натальи быть фотомоделью воплотилось уже в зрелом возрасте, когда она начала выступать на боксёрском ринге. Она снималась в обнажённом виде для германского таблоида «Bild», по её словам, «чтобы получить хороший опыт и научиться быть раскованной». А в 2007 году Наталья снялась обнажённой для итальянского ежемесячного спортивного журнала «Sim», первый номер которого вышел в том же году.
В 2007 году комментировала поединки в рамках шоу Первого канала «Король ринга».
В 2008 году фильм «Белая медведица» с Рагозиной в главной роли завоевал гран-при Пятого международного кинофестиваля спортивных фильмов «Атлант» за лучший художественный фильм о спорте. За роль в фильме Рагозина была удостоена награды.
В 2009 году Рагозина признана «Лучшим боксёром России» по опросу сайта Sportbox.ru.
В июне 2010 года в рамках 32-го Московского Международного кинофестиваля премии «Angel Kiss Awards» «за ангельскую внешность» были удостоены боксёры Наталья Рагозина и Николай Валуев.
В 2013 году награждена орденом Почёта.
В 2014 году участвовала в хоккейном матче в рамках фестиваля любительских команд Ночной хоккейной лиги в Сочи в одной команде с Владимиром Путиным и другими известными политическими деятелями.
С 25 сентября 2016 года — Звёздный гость телешоу «Удивительные люди» на канале «Россия-1».
Фамилия Натальи Рагозиной занесена в Книгу рекордов Гиннесса.

## Список боёв
За свою боксёрскую карьеру Наталья Рагозина провела 22 боя, в которых одержала 22 победы. Тринадцать поединков завершились нокаутом соперниц.
Двадцать третий по счёту бой, который должен был состояться 18 июня 2011, отменён из-за отказа всех претенденток.
| Бой | Соперник            | Дата             | Место боя                        | Результат                                  |
| --- | ------------------- | ---------------- | -------------------------------- | ------------------------------------------ |
| 1   | Ольга Горбоносенко  | 17 июля 2004     | Дессау, Германия                 | 1 раунд, нокаут                            |
| 2   | Дана Табускова      | 18 сентября 2004 | Магдебург, Германия              | 2 раунд, технический нокаут                |
| 3   | Александра Вайдова  | 16 октября 2004  | Галле, Германия)                 | 1:23, 3 раунд, технический нокаут          |
| 4   | Ивонна Рэйс         | 11 декабря 2004  | Котбус, Германия                 | 1:14, 10 раунд, технический нокаут         |
| 5   | Борислава Горанова  | 15 января 2005   | Магдебург, Германия              | 2:00, 4 раунд, единогласное решение судей  |
| 6   | Сарка Стокласова    | 7 мая 2005       | Брауншвейг, Германия             | 2 раунд, технический нокаут                |
| 7   | Валери Мафуд        | 9 июля 2005      | Магдебург, Германия              | 2:00, 10 раунд, единогласное решение судей |
| 8   | Мария Величкова     | 17 сентября 2005 | Ильзенбург, Германия             | 1:21, 1 раунд, технический нокаут          |
| 9   | Моника Мвакасанга   | 29 октября 2005  | Ораниенбург, Германия            | 1:52, 2 раунд, нокаут                      |
| 10  | Дакота Стоун        | 14 января 2006   | Ашерслебен, Германия             | 2:00, 10 раунд, единогласное решение судей |
| 11  | Карлетт Ювелл       | 15 апреля 2006   | Магдебург, Германия              | 1:23, 5 раунд, технический нокаут          |
| 12  | Скроллер Кэррингтон | 18 ноября 2006   | Дюссельдорф, Германия            | 1:00, 3 раунд, технический нокаут          |
| 13  | Яхайра Эрнандес     | 17 февраля 2007  | Магдебург, Германия              | 1:08, 7 раунд, технический нокаут          |
| 14  | Дакота Стоун        | 25 мая 2007      | Кёльн, Германия                  | 2:00, 10 раунд, единогласное решение судей |
| 15  | Гарди Пена          | 8 сентября 2007  | Берлин, Германия                 | 1:41, 2 раунд, технический нокаут          |
| 16  | Акондайе Фонтейн    | 15 декабря 2007  | Дессау, Германия                 | 2:00, 10 раунд, единогласное решение судей |
| 17  | Тереза Пероцци      | 15 марта 2008    | Магдебург, Германия              | 2:00, 10 раунд, единогласное решение судей |
| 18  | Конжестина Ачиенг   | 21 июля 2008     | Куксхафен, Германия              | 2:00, 10 раунд, единогласное решение судей |
| 19  | Конжестина Ачиенг   | 28 ноября 2008   | Магдебург, Германия              | 2:00, 10 раунд, единогласное решение судей |
| 20  | Ива Вестон          | 28 марта 2009    | Шёнефельд, Германия              | 1:19, 6 раунд, технический нокаут          |
| 21  | Лора Рэмси          | 3 июля 2009      | Ганновер (Лангенхаген), Германия | 2:00, 10 раунд, единогласное решение судей |
| 22  | Памела Лондон       | 19 декабря 2009  | Екатеринбург, Россия             | 1:42, 8 раунд, нокаут                      |

## Фильмография
- 2008 — Белая медведица — Александра Платошина
- 2016 — Любовь не за горами — Наталья Рагозина